# Ияков (Барклай)
Епископ Ияков Барклай (англ. Bishop Jacob Barclay; род. Великобритания) — епископ Русской Древлеправославной церкви, с 2005 года — управляющий Сионской и Западноевропейской епархией.

## Биография
Родился в Великобритании.
17 июня 1996 года был крещён через троекратное погружение иеромонахом Климентом (Пападопулосом) в городе Фили в юрисдикции греческого старостильного «Синода противостоящих». Позднее в монастыре свв. Киприана и Иустины принял монашеский постриг.
15 (28) декабря 1998 года греческим старостильным митрополитом Афинским Тимофеем (Афанасиу) и епископом Илионским и Аттическим Павлом (Хатксикуриаку), из юрисдикции «Миланского синода» в Америке, был рукоположен в сан епископа.
9 (22) мая 2005 года в Иерусалиме, после исповеди, совершённой на английском языке епископом Сибирским Сергием (Попковым), епископ Ияков был принят через миропомазание в юрисдикцию Русской Древлеправославной церкви временно в сущем сане, но без права совершения богослужений. После заключения Миссионерского отдела, возглавляемого протоиереем Андреем Марченко, были признаны законными крещение и пострижение в монашество, а хиротонии — недействительными.
25 октября 2005 года Архиерейский собор ДПЦ «признал правильными действия священнослужителей принявших в общение старостильного еп. Иакова». Собор согласился с доводами Миссионерского отдела и «определил признать крещение и иноческий постриг совершенными правильно, а посвящение в священные степени совершенное старостильным Синодом греческой диаспоры Канады и Америки недействительным».
В тот же день "Собор принял решение учредить на территории Святой Земли и Западной Европы святую епископию Сионскую и Западноевропейскую", а инока Иаков был избран кандидатом на вновь учрежденную кафедру Сионскую и Западноевропейскую.
26 октября патриарх Александр (Калинин) в Покровском кафедральном соборе города Москвы рукоположил его в сан иеродиакона, а 27 октября — в сан священноинока.
28 октября 2005 года в Покровском кафедральном соборе патриарх Александр (Калинин) в сослужении епископа Сибирского Сергия (Попкова) и епископа Волжского Савина (Тихова) рукоположил священноинока Иякова в сан епископа Сионского и Западноевропейского.
В 2006 году епископ Ияков выпустил перевод Божественной Литургии на иврит в который вошли: Чин Литургии Святителя Иоанна Златоустаго (включающий в себя также тропари воскресные на восемь гласов, избранные тропари святым, тропари двунадесятым праздникам, последование ко Святому Причастию, молитвы после Причастия), а также Малый Канон Утешительный Пресвятой Богородице.